# 少辐小芹
少辐小芹（学名：Sinocarum pauciradiatum）是伞形科小芹属的植物，为中国的特有植物。分布于中国大陆的四川、西藏等地，生长于海拔3,200米至4,500米的地区，多生于高山草甸或石缝中，目前尚未由人工引种栽培。